# Hack Kampmann

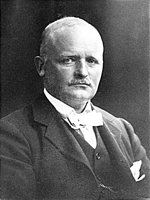
Hack Kampmann

Hack Kampmann (6 de setembro de 1856 — 27 de junho de 1920) foi um arquiteto dinamarquês.
Nascido em Ebeltoft, Kampmann era filho do padre Christian Peter Georg Kampmann e de  Johanne Marie Schmidt. Ele estudou arquitetura na Real Academia de Artes, graduando-se em 1882, com uma prestigiada medalha de ouro.
Kampmann ganhou várias bolsas de estudos na Europa e visitou o norte da Itália, a Grécia e a Suécia, durante suas viagens de estudo. Estudou também na Academia de Belas Artes de Paris, sob o professor Jacques Hermant.
Ao retornar à Dinamarca, ele projetou uma série de edifícios públicos e privados. Entre seus grandes trabalhos, estão o Teatro de Århus (1898-1900); o Palácio de Marselisborg (1899-1902), que foi um presente de casamento do povo dinamarquês ao Príncipe Herdeiro Cristiano (depois Cristiano X); e a extensão do Ny Carlsberg Glyptotek, em Copenhaga.